# Nadiad
Nadiad este un oraș în India.